# Tobias Thalhammer
Tobias Thalhammer (Schwandorf, 7. kolovoza 1979.), njemački je pjevač šlagera, ekonomist i političar.

## Životopis
Tobias Thalhammer je vrlo rano pokazao svoj glazbeni talent: kao dvanaestgodišnjak je nastupio na jednoj dobrotvornoj priredbi pjevajući vlastitu pjesmu o černobilskoj nesreći. Od 2000. do 2004. studirao je poslovno upravljanje na sveučilištu Ludwiga Maximiliana u Münchenu s težištem na poslovnoj informatici i novim medijima u gospodarstvu te menadžmentu. Po struci je diplomirani ekonomist. 
Kao pjevača ga je otkrio i njemačkoj glazbenoj javnosti predstavio Peter Beil, koji je i sam 1960-ih i 1970-ih bio uspješan pjevač šlagera. Beil je 1994. producirao Tobyjev prvi album Träumen ist nicht verboten (Nije zabranjeno sanjati). Uslijedila su još dva albuma: Hallo, ich bin TOBY (Bok, ja sam Toby) 2001. i Heute will ich mich verlieben (Danas se želim zaljubiti) 2005. godine. Od 2008. uspješno snima i za poljsko glazbeno tržište te osim na njemačkom pjeva i na poljskom jeziku.
Svojedobno se okušao i kao glumac u njemačkoj televizijskoj sapunici Marienhof, a zajedno s njemačkim nogometnim zvijezdama Bertijem Vogtsom i Thomasom Hitzlspergerom snimio je i promotivni spot za Coca-Colu.    
U razdoblju od 2008. do 2013. bio je najmlađi zastupnik u Bavarskom parlamentu. Član je njemačke Slobodne demokratske stranke.

## Diskografija
- 1994. – CD Träumen ist nicht verboten, ZETT-Records
- 2001. – CD Hallo, ich bin TOBY, Funny Artists (DA Music)[5]
- 2005. – CD Heute will ich mich verlieben, Artists & Acts (DA Music)[6]

## Vanjske poveznice

### Sestrinski projekti
|  | Zajednički poslužitelj ima još gradiva o temi Tobias Thalhammer |

### Mrežna sjedišta
- Toby u katalogu Njemačke nacionalne knjižnice (njem.)